# Bahnhof Klaipėda
Der Bahnhof Klaipėda ist einer der wichtigsten Bahnhöfe der litauischen Eisenbahngesellschaft Lietuvos geležinkeliai in der Seehafenstadt Klaipėda (Memel).

## Geschichte
Der Bahnhof wurde 1875 im Zuge der Eröffnung der preußischen Eisenbahnstrecke Tilsit–Memel eröffnet. 1892 wurde eine Streckenverlängerung nach Bajohren eröffnet. Von Memel aus verkehrten noch Kleinbahnen nach Plicken, Laugallen und Pöszeiten (eröffnet 1905). Im Verlauf des Ersten Weltkrieges kam eine Verbindung ans litauische Netz hinzu, die jedoch bald durch die neue litauisch-lettische Grenze zerschnitten wurde. Daher wurde von 1925 bis 1932 eine Strecke nach Šiauliai erbaut, welche bis heute die wichtigste Bahnverbindung Klaipėdas ins litauische Hinterland blieb.

## Bedeutung
Die Eisenbahn besitzt hier vor allem Bedeutung für den schweren Güterverkehr von und zum Ostseehafen. Im Personenverkehr verkehren Züge nach Vilnius über Šiauliai.

## Architektur
Der Bahnhof liegt nordöstlich der Innenstadt und besteht neben einem alten, denkmalgeschützten Bahnhofsgebäude, das heute gastronomisch genutzt wird, aus einem moderneren roten Backsteinbau mit markantem Turm. In direkter Nachbarschaft des Bahnhofs befindet sich heute der bedeutsame internationale Busbahnhof der Stadt.

## Galerie

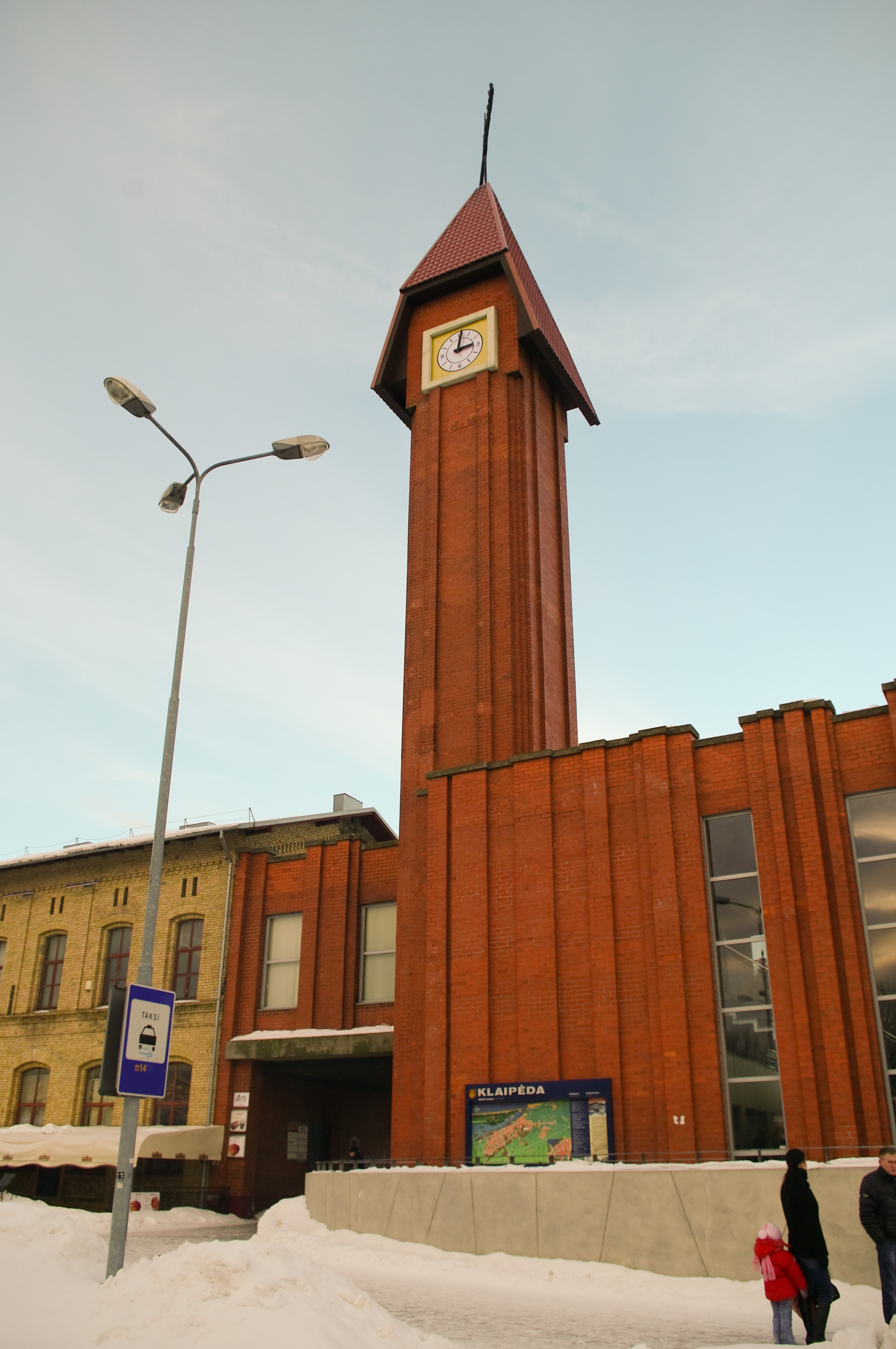
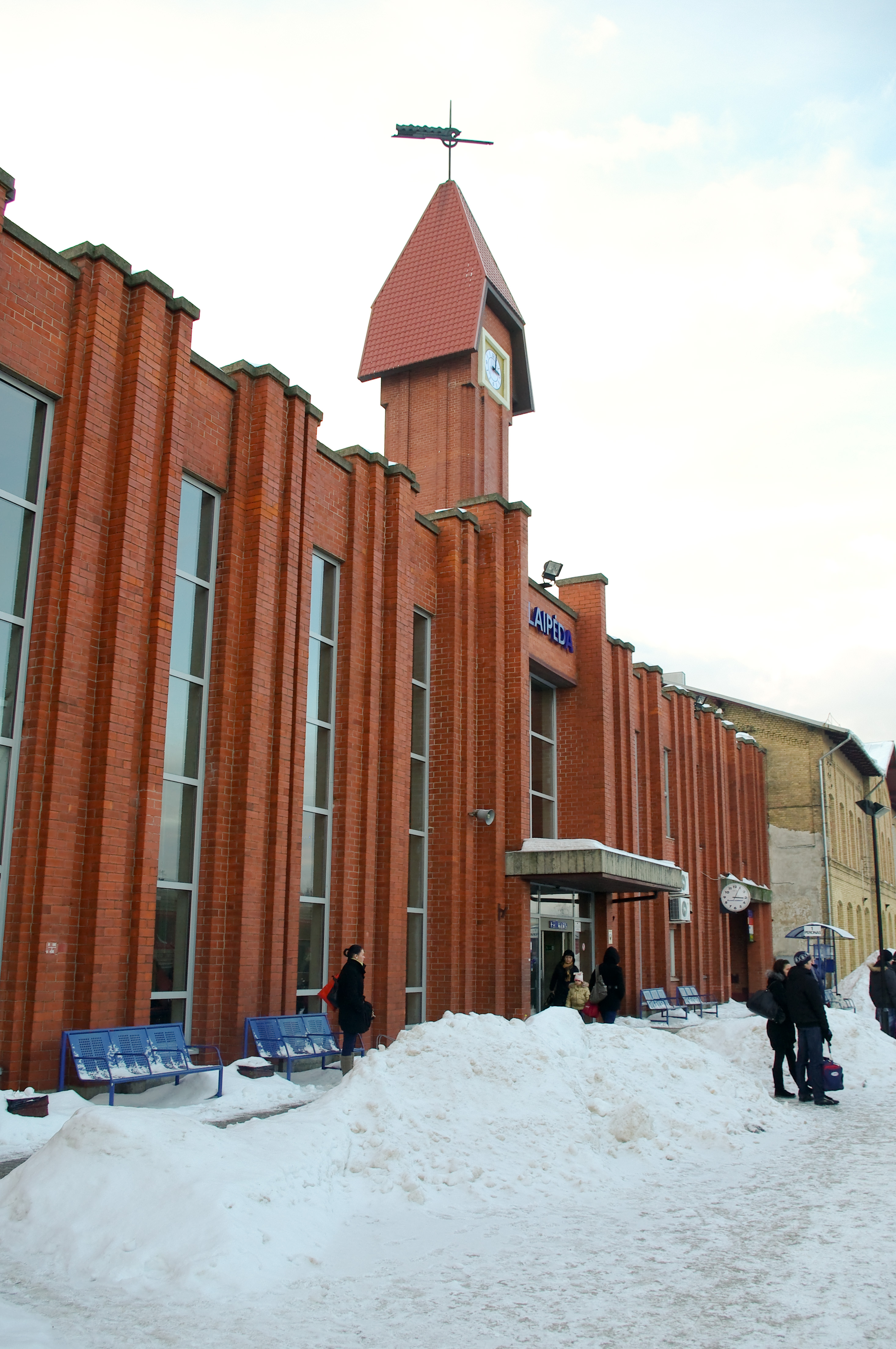
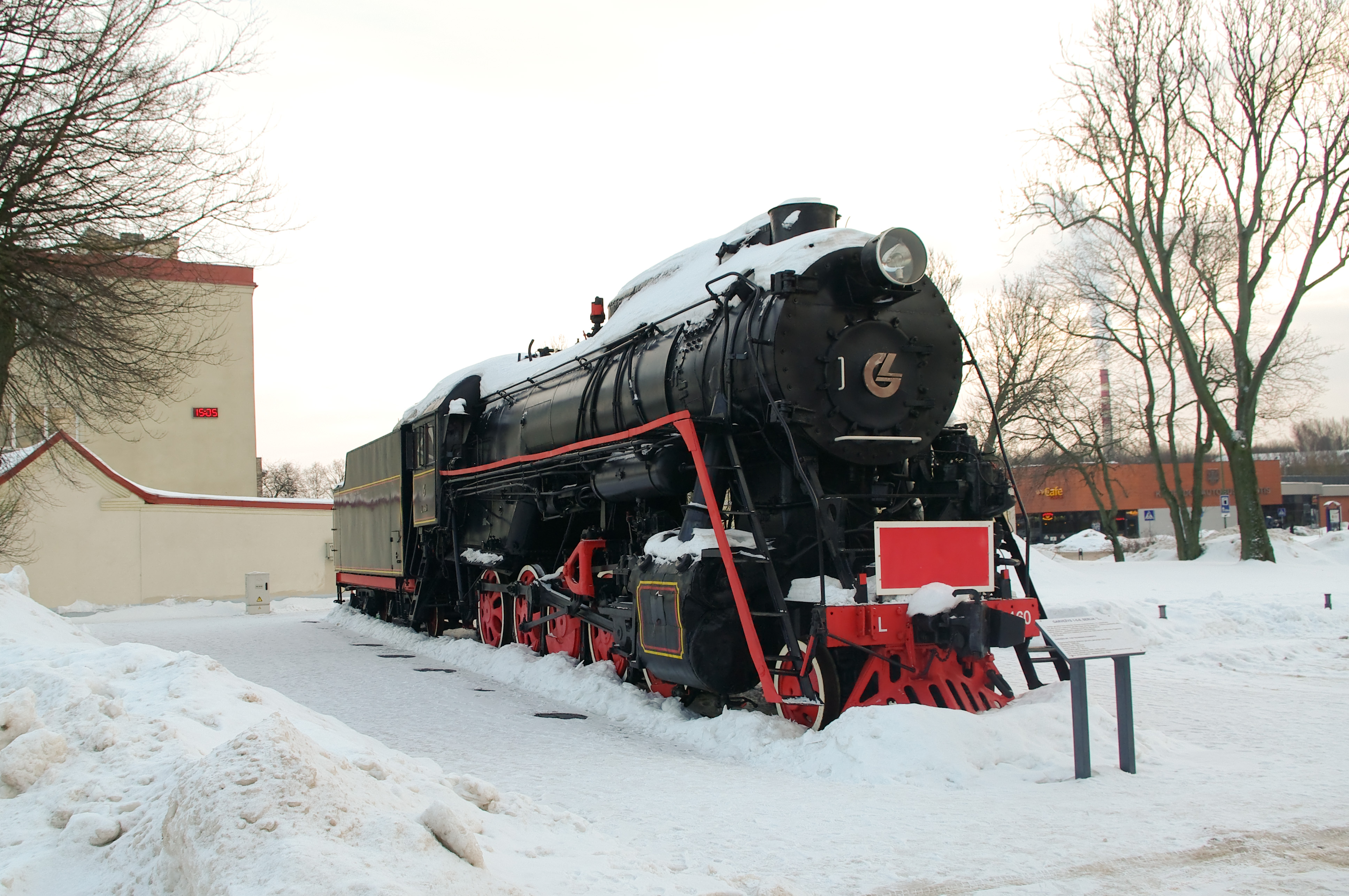